# بيتر ماك مانو
بيتر ماك مانو (بالإنجليزية: Peter Mac Manu)‏ هو سياسي غاني، ولد في 1953. حزبياً، نشط في الحزب الوطني الجديد ‏.